# Czyżowiec
Czyżowiec (418 m) – wzniesienie na południowo-wschodnim krańcu Pogórza Wiśnickiego. Wschodnie stoki opadają stromo do rzeki Łososina, południowo-zachodnie łagodnie do doliny jej dopływu – potoku Białka w miejscowości Łęki, północno-zachodnie stromo do potoku uchodzącego do Białki, w kierunku północnym ciągnie się dość płaski grzbiet aż do doliny potoku Granicznik.
Masyw Czyżowca porasta las, ale na grzbiecie znajdują się zabudowania i pola należącego do wsi Łęki osiedla Cisowiec. Pomiędzy rzeką Łososiną a południowo-wschodnimi podnóżami Czyżowca biegnie droga krajowa nr 75.